# جدار النصب التذكاري الوطني لكوفيد
يعد جدار النصب التذكاري الوطني لكوفيد (بالإنجليزية: National Covid Memorial Wall)‏ في لندن جدارية عامة رسمها متطوعون لإحياء ذكرى ضحايا جائحة كوفيد-19 في المملكة المتحدة. تم البدء بالعمل على الجدار في مارس 2021 ويمتد لأكثر من 500 متر  على طول ضفة نهر التايمز الجنوبية، مقابل قصر وستمنستر، تتكون الجدارية من ما يقرب من 245000 قلب أحمر ووردي، واحد لكل من ضحايا كوفيد-19 في المملكة المتحدة الذين ماتوا بسبب كوفيد-19 في شهادة وفاتهم. كان الهدف هو أن يتم رسم كل قلب "بشكل فردي يدويًا؛ ليكون مميز تمامًا، تمامًا مثل الأحباء الذين فقدناهم".

## خلفية
تم تصميم هذه اللوحة الجدارية وإنشاؤها من قبل مجموعة الحملة التي تحمل اسم "Led By Donkeys" والتي تعمل على دعم عائلات ضحايا كوفيد-19 من أجل العدالة. حيث قام المتطوعون برسم ما يقرب من 150 ألف قلب أحمر بشكل يدوي على مدار 10 أيام بدءاً من 29 مارس 2021. وقد ملأت الأسر المفجوعة هذه القلوب بالرسائل وأسماء أحبائها المفقودين، مع استمرار إضافة المزيد خلال الأشهر اللاحقة. بدأ بدون إذن رسمي، إلا أنه حظي بدعم واسع النطاق واعتراف عام. مع عدم وضوح القلوب والنصوص بسبب الطقس والعوامل الجوية، يواصل عشرة متطوعين ثكالى (يُعرفون باسم أصدقاء الجدار) إضافة القلوب واستعادتها باستخدام طلاء البناء طويل الأمد، وإعادة كتابة الإهداءات، وإضافة إهداءات جديدة.

## الموقع
تمتد اللوحة الجدارية على مسافة تزيد عن one-third ميل (خمسمائة متر) على طول الضفة الجنوبية لنهر التايمز من جسر وستمنستر إلى جسر لامبيث، مقابل قصر وستمنستر. نظرًا لكونها تقع خارج مستشفى سانت توماس، فإنها تضم أيضا لوحة قديمة مخصصة لتفشي مرض جنون البقر البشري في الفترة من 1994 إلى 1996.

## ردود الفعل
في 29 مارس 2021، زار زعيم حزب العمال كير ستارمر الجدارية، التي وصفها بأنها "نصب تذكاري رائع"، قبل أن يدعو بوريس جونسون لزيارة الجدارية شخصيًا والتواصل مع عائلات المتوفين. زار جونسون الجدار لاحقًا "للتأمل الهادئ" وتعرض لانتقادات من قبل عائلات الضحايا، الذين قالوا إن الزيارة، التي لم تتضمن اجتماعًا معهم، كانت "زيارة في وقت متأخر من المساء تحت جنح الظلام... خطوة ساخرة وغير صادقة مؤلمة للغاية".

## مستقبل الجدارية
يواصل المتطوعون إضافة القلوب لتتناسب مع عدد الوفيات بسبب كوفيد-19 في المملكة المتحدة. في حين أن الخطة الأصلية للجدارية غير المرخصة تضمنت توفير تنظيف المنطقة بعد فترة من الوقت، فقد زعم الناشطون أن الجدارية يجب أن تظل إلى أجل غير مسمى كنصب تذكاري دائم. وكان رئيس الوزراء السابق بوريس جونسون قد وعد سابقًا بإقامة نصب تذكاري "مناسب ودائم" لأولئك الذين ماتوا بسبب كوفيد-19 بعد انتهاء الوباء. في مارس 2023، أوصت لجنة إحياء ذكرى كوفيد (برئاسة البارونة نيكي مورغان) الحكومة بجعل الجدار نصب تذكاري دائمًا. بدأت المناقشات بين أصدقاء الجدار (المتطوعون المفجوعون الذين يقومون بصيانة الجدار)، ووزارة الثقافة والإعلام والرياضة، ومستشفى سانت توماس، وهيئة التخطيط المحلية لاستكشاف كيفية العمل معًا لضمان الحفاظ على هذا النصب التذكاري الفريد.

## معرض الصور

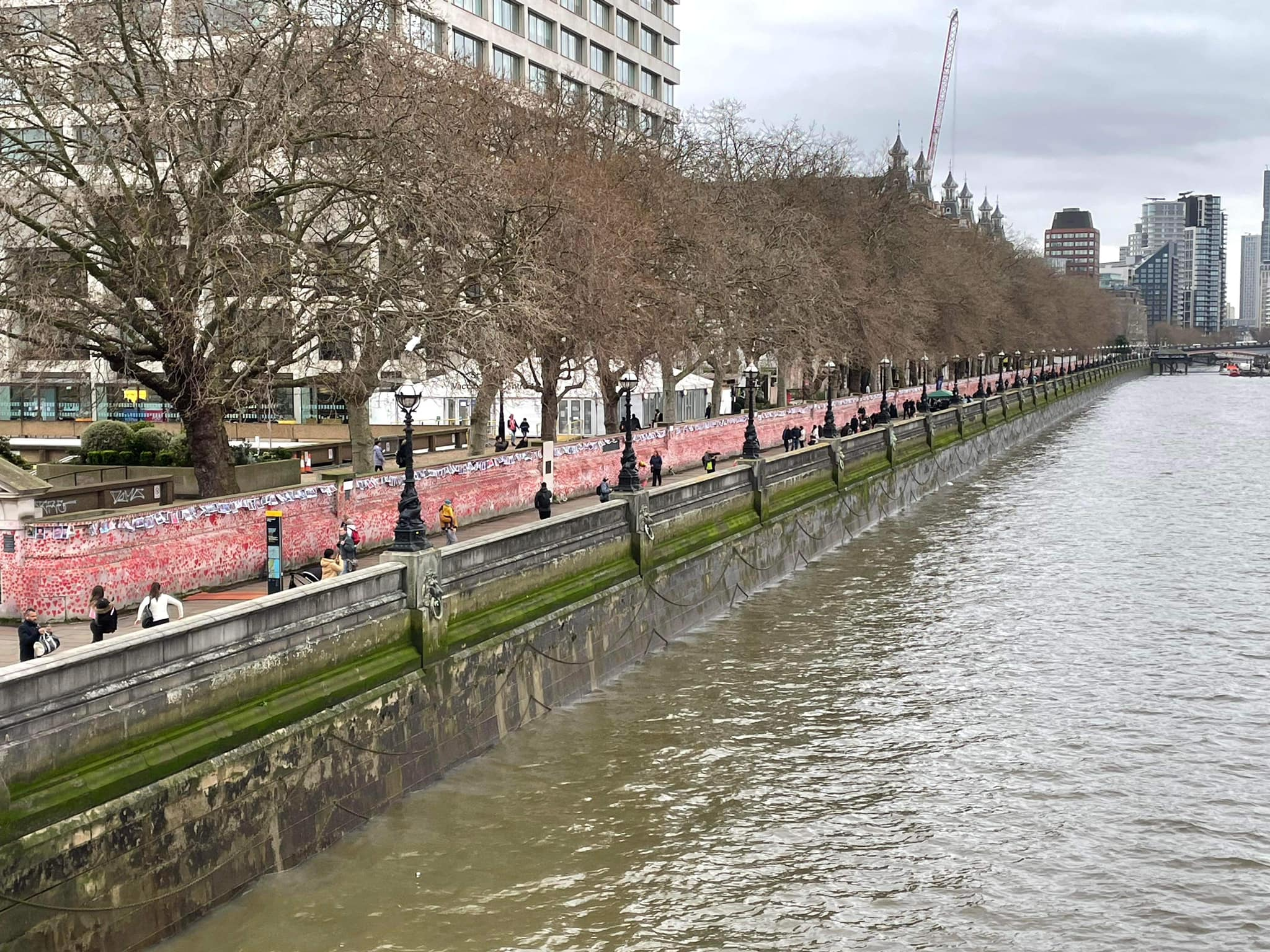
جدار النصب التذكاري الوطني لكوفيد كما يظهر من جسر وستمنستر
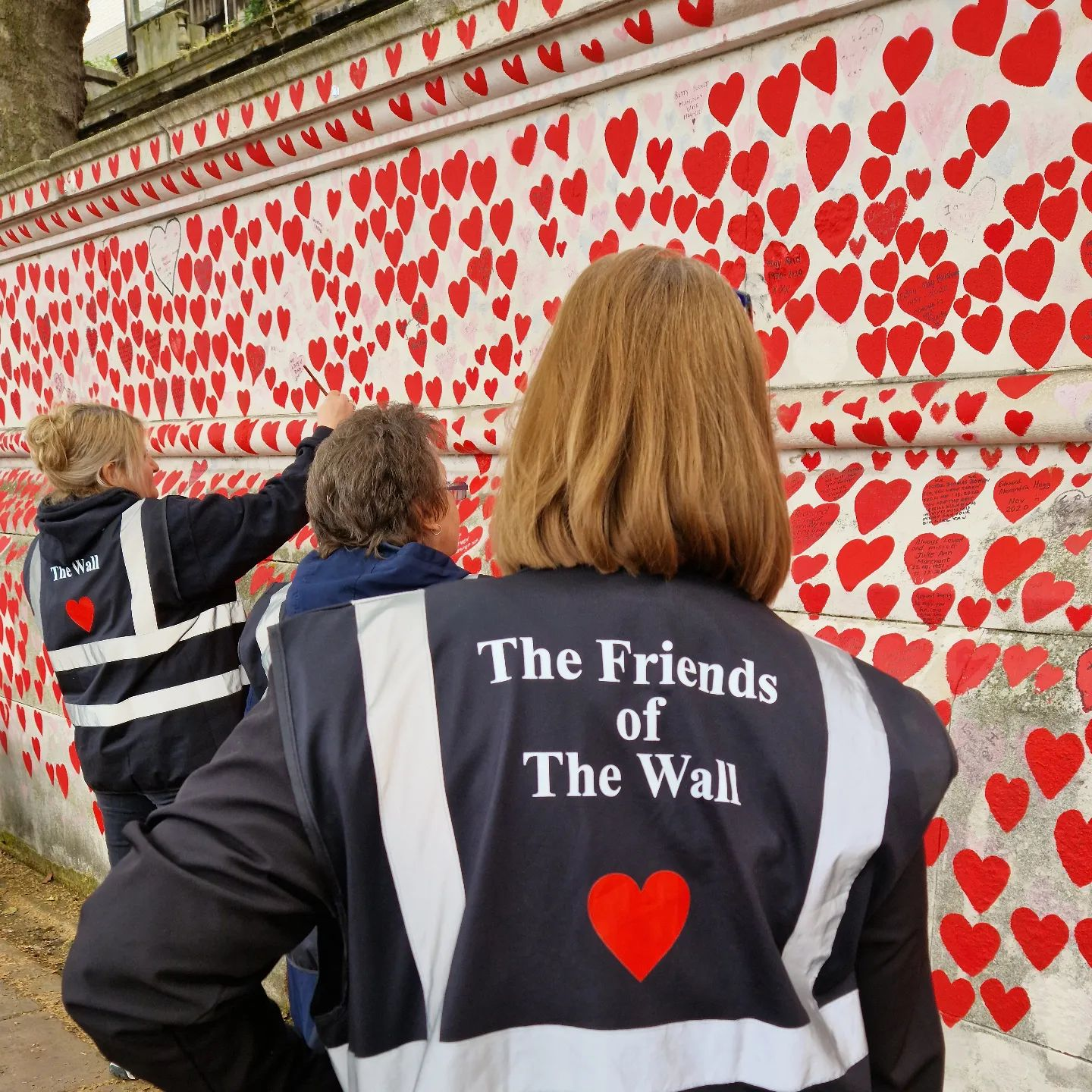
متطوعون يرسمون القلوب على جدار النصب التذكاري الوطني لكوفيد
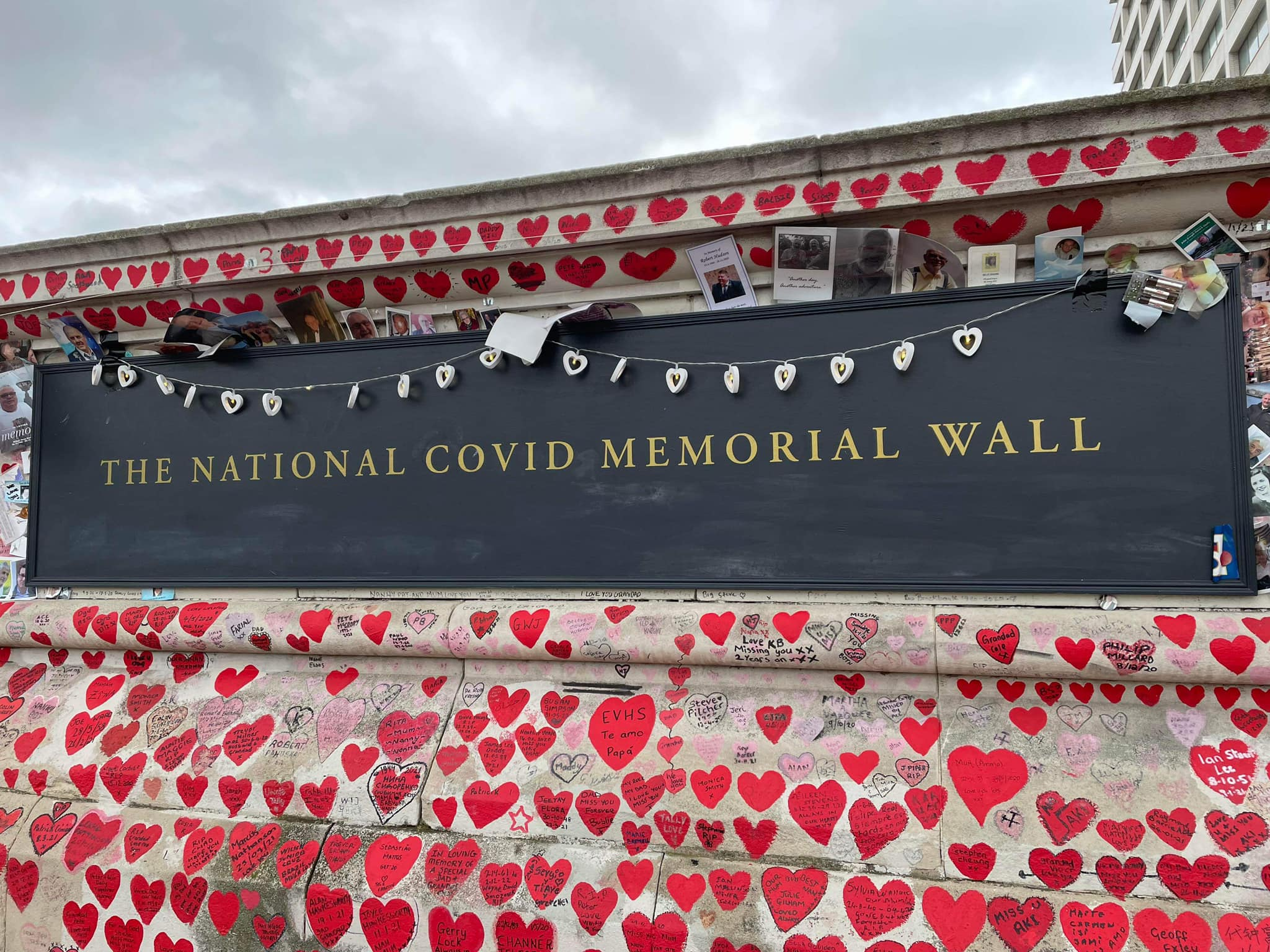
من لوحات جدار النصب التذكاري الوطني لكوفيد
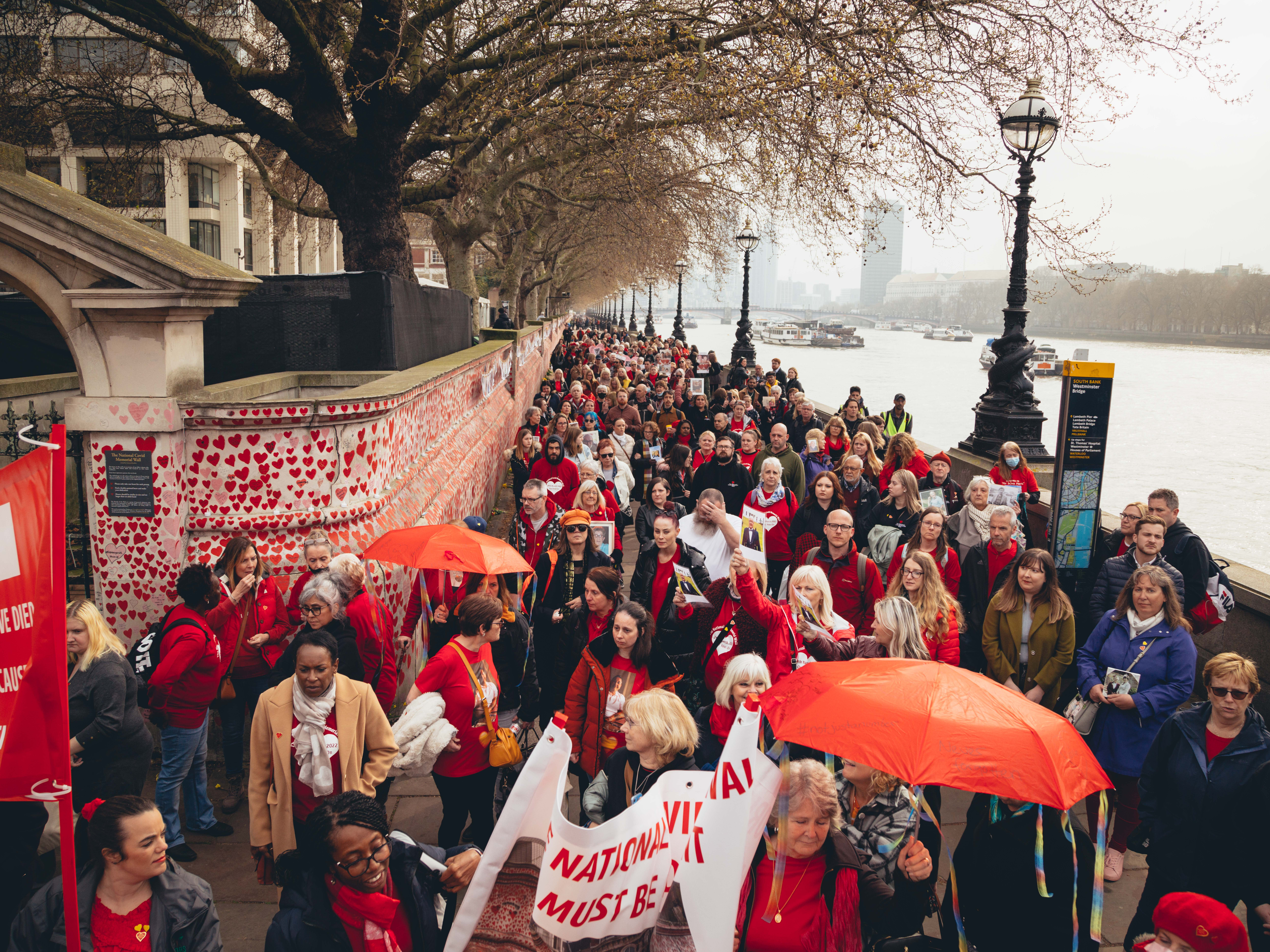
تجمع في الذكرى السنوية الأولى لجدار كوفيد التذكاري الوطني

## روابط خارجية
- الموقع الرسمي
- حملة تبرعات جماعية لصيانة جدار كوفيد التذكاري في المملكة المتحدة